# 安格里
安格里（義大利語：Angri），是意大利萨莱诺省的一个市镇。总面积13.71平方公里，人口31692人，人口密度2311.6人/平方公里（2009年）。ISTAT代码为065007。